# Music-Hall (film, 1926)

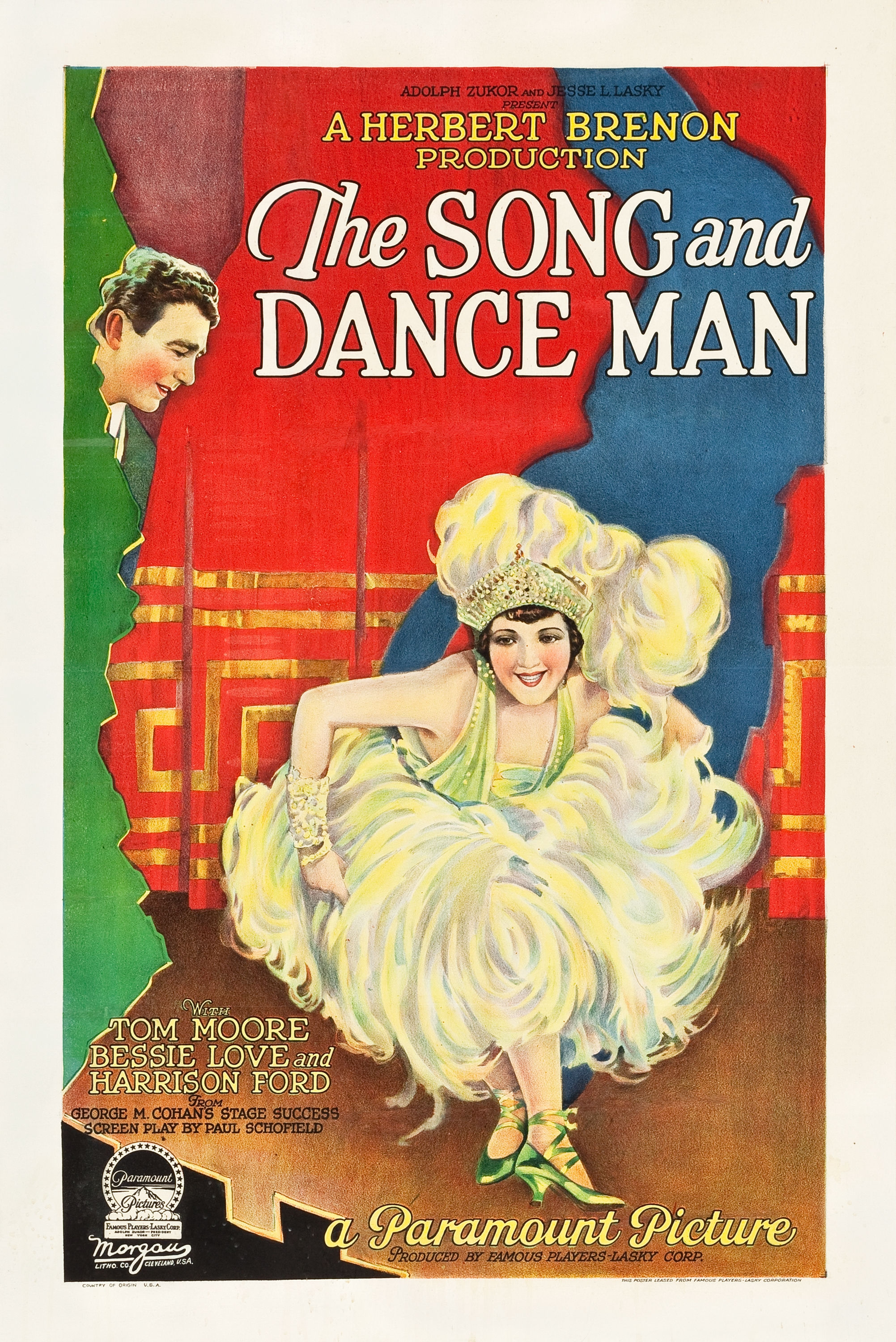
Affiche du film.

Pour les articles homonymes, voir Music Hall.
Music-Hall (The Song and Dance Man) est un film américain réalisé par Herbert Brenon, sorti en 1926. Basé sur une pièce de théâtre de George M. Cohan, il est produit par Famous Players-Lasky et distribué par Paramount Pictures. 

## Synopsis
« Happy » Farrell rêve de devenir chanteur et danseur. Il se lie d'amitié avec une jeune danseuse, Leola, qui l'accompagne à une audition. Leola décroche un contrat, mais pas lui. Il change de carrière et connaît le succès, mais aspire toujours à devenir chanteur et danseur. Trois ans plus tard, Leola envisage de prendre sa retraite pour se marier, mais Happy revient poursuivre son rêve initial. Leola est inspirée par cette décision, et son fiancé accepte de la laisser poursuivre sa carrière de danseuse.

## Fiche technique
- Titre original : The Song and Dance Man
- Réalisation : Herbert Brenon
- Scénario : d'après une pièce de théâtre de George M. Cohan
- Genre : Comédie-dramatique[2]
- Production : Famous Players–Lasky
- Distributeur : Paramount Pictures
- Durée : 7 bobines
- Date de sortie : 8 février 1926

## Distribution

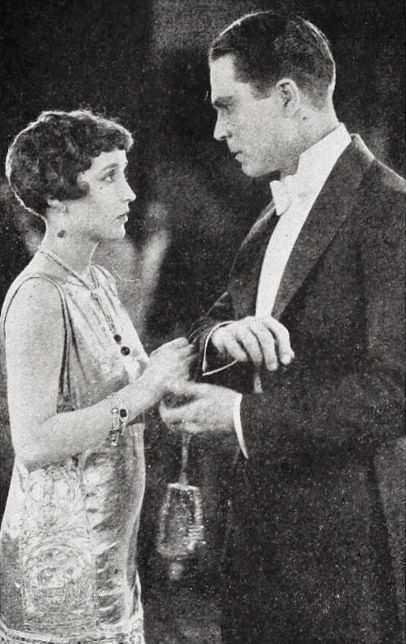
Bessie Love et Harrison Ford dans une scène du film.

- Tom Moore : Happy Farrell
- Bessie Love : Leola Lane
- Harrison Ford : Joseph Murdock
- Norman Trevor : Charles Nelson
- Bobby Watson : Fred Carroll
- Josephine Drake : Jane Rosemond
- George Nash : Inspecteur Craig
- William B. Mack : Tom Crosby
- Helen Lindroth : Marsha Lane
- Jane Jennings : Ma Carroll